# Cobos (Lugo)
Cobos (llamada oficialmente Covos) es una aldea española situada en la parroquia de Liñares, del municipio de Puebla del Brollón, en la provincia de Lugo, Galicia.

## Geografía
Está situado a 600 metros de altitud a los pies del monte Medorra (664 m) y al oeste del valle por el que circula el regueiro de Covos, al que da nombre. Se encuentra 1,3 km al oeste del lugar de Liñares.

## Demografía
| Gráfica de evolución demográfica de Cobos entre 2000 y 2020 |
|                                                             |
| Datos según el nomenclátor publicado por el INE.            |